# Prawo triad
Prawo triad pierwiastków chemicznych zostało sformułowane przez J. W. Doebereinera. Zauważył on, że 
w kilku grupach zawierających po trzy pierwiastki, np.: wapń, stront, bar lub chlor, brom, jod, właściwości fizyczne i chemiczne są podobne i zmieniają się regularnie ze wzrostem masy atomowej.
Prawo Doebereinera posłużyło Mendelejewowi do sformułowania prawa okresowości.